# AnnaLynne McCord
AnnaLynne McCord (Atlanta, Georgia, 16. srpnja 1987.) je američka glumica i manekenka. Najpoznatija je po ulozi Naomi Clark u televizijskoj seriji "Novi klinci s Beverly Hillsa" "90210".
Časopis Maxim rangirao ju 2009. godine je na 21. mjesto na popisu najzgodnijih žena, a FHM na 69. mjesto.